# Willem-Jan Holsboer
Willem-Jan Holsboer, né en 1834 et mort en 1898, est un entrepreneur néerlandais qui a vécu principalement à Davos en Suisse. Il est notamment connu comme le fondateur des Chemins de fer rhétiques (RhB) et le promoteur de la station thermale de Davos.

## Biographie
C'est à Zutphen, aux Pays-Bas, que nait Willem-Jan Holsboer le 23 août 1834. Son père Matthias Arnold Hosboer (1806-1872), est maire et homme d'affaires grossiste en textiles, sa mère est Hélène Lucrèce Enschut (1804-1888).
Après une formation de pilote de marine, il navigue et devient capitaine de navire. Ensuite il quitte la mer pour travailler dans la finance, il devient sous directeur de la succursale à Londres de la Banque d'Amsterdam. Peu après son mariage en 1865, sa jeune femme attrape la tuberculose ; il décide de quitter son travail et son domicile londonien pour l'emmener en cure à Davos, mais malgré les soins son état s'aggrave et elle meurt en octobre 1867.
En 1868, Holsboer s'associe avec le docteur Alexander Spengler pour créer le sanatorium de Davos. Il se remarie et s'intéresse au développement de la station. Il projette de relier le réseau des chemins de fer suisses à celui de l'Italie mais ne trouvant pas suffisamment de financement pour ce grand projet, il crée la Société Anonyme des chemins de fer à voie étroite Landquart - Davos (LD), en 1888.
Il meurt en Suisse, le 8 juin 1898 à Schinznach-Bad.

## Hommage
- Plaque à Davos pour le centenaire de sa mort en 1998.
- La RhB ABe 8/12 no 3501 porte son nom.

## Galerie de photographies

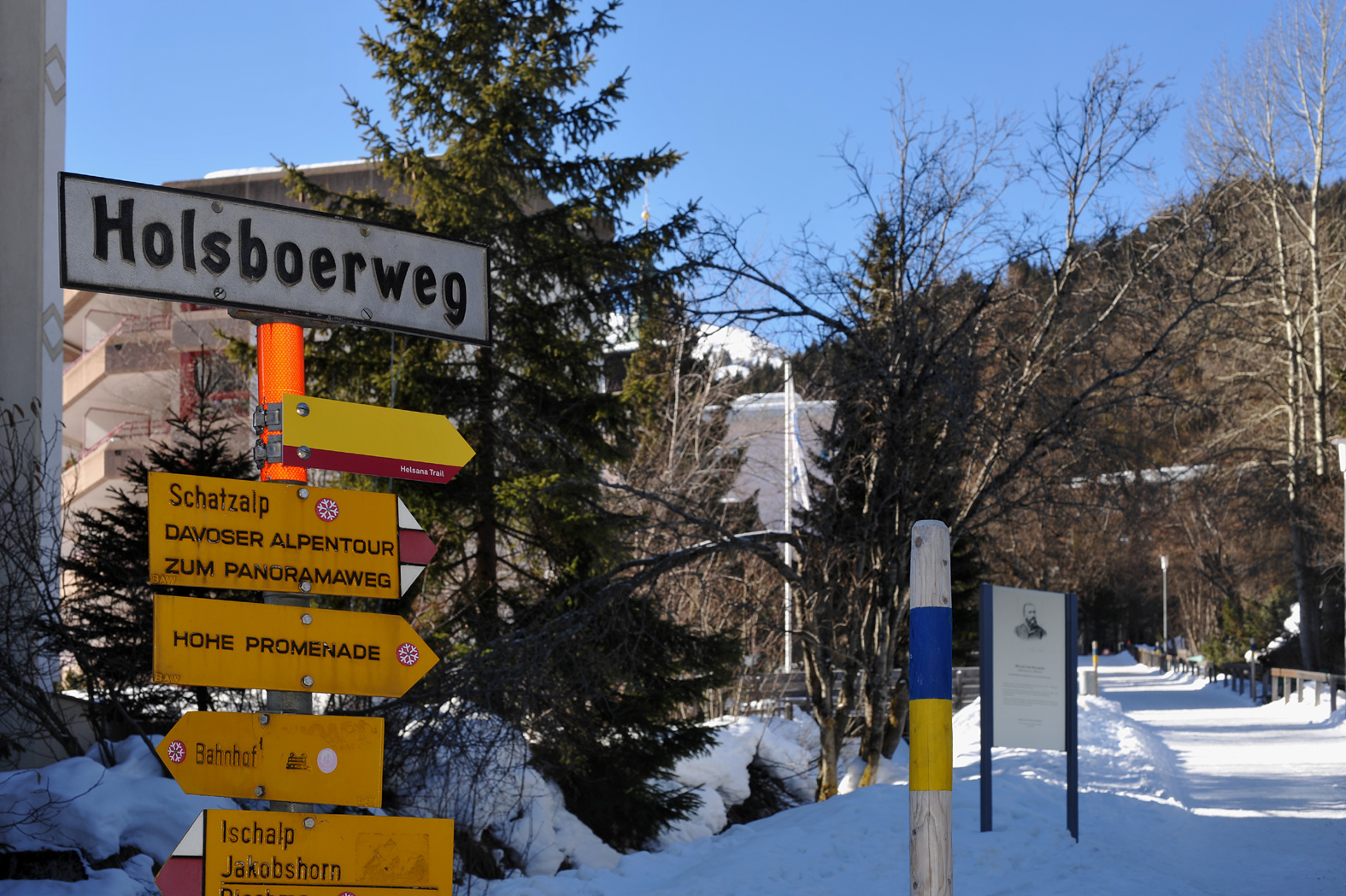
Lieu portant son nom à Davos
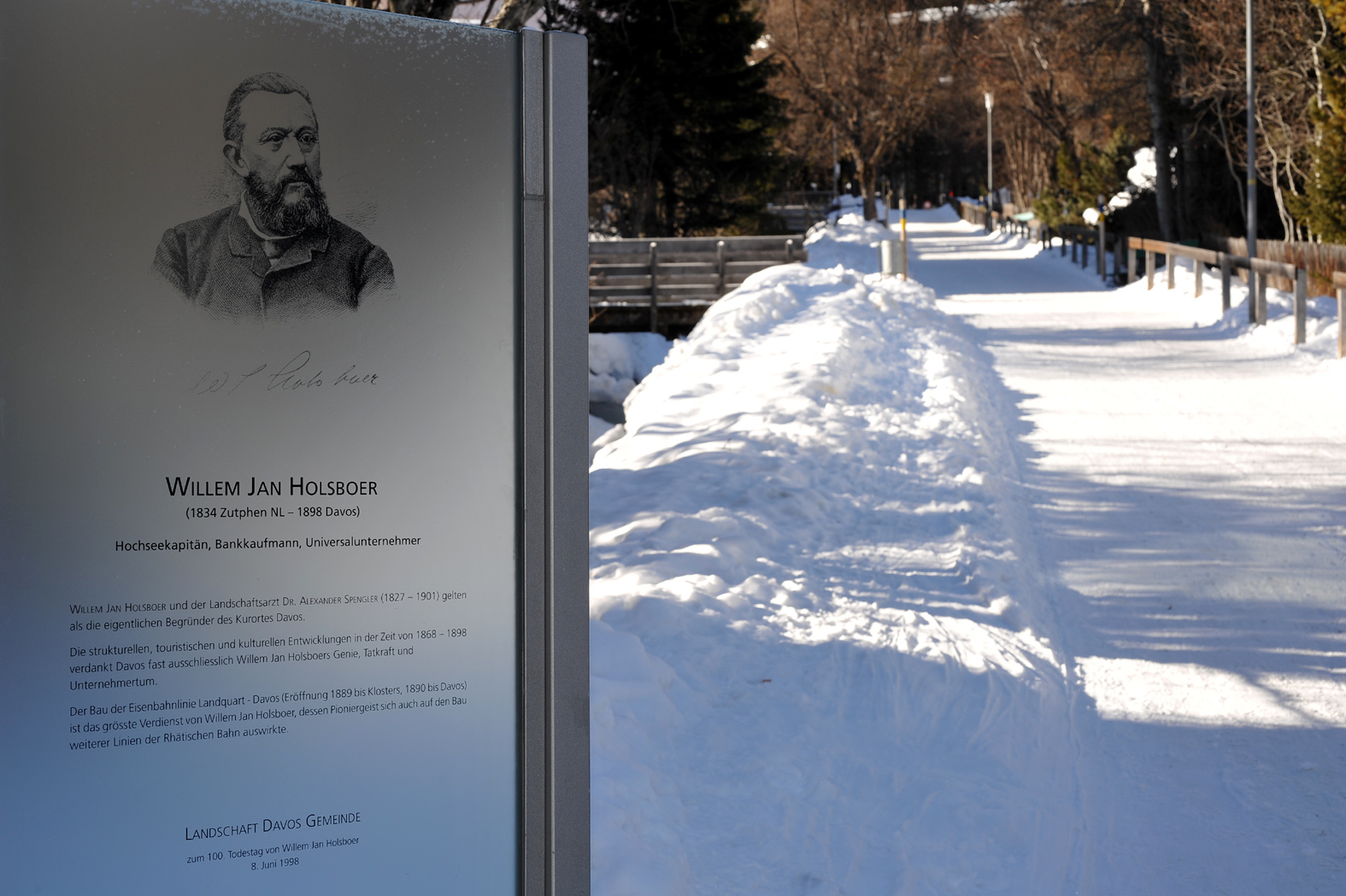
Plaque à sa mémoire à Davos
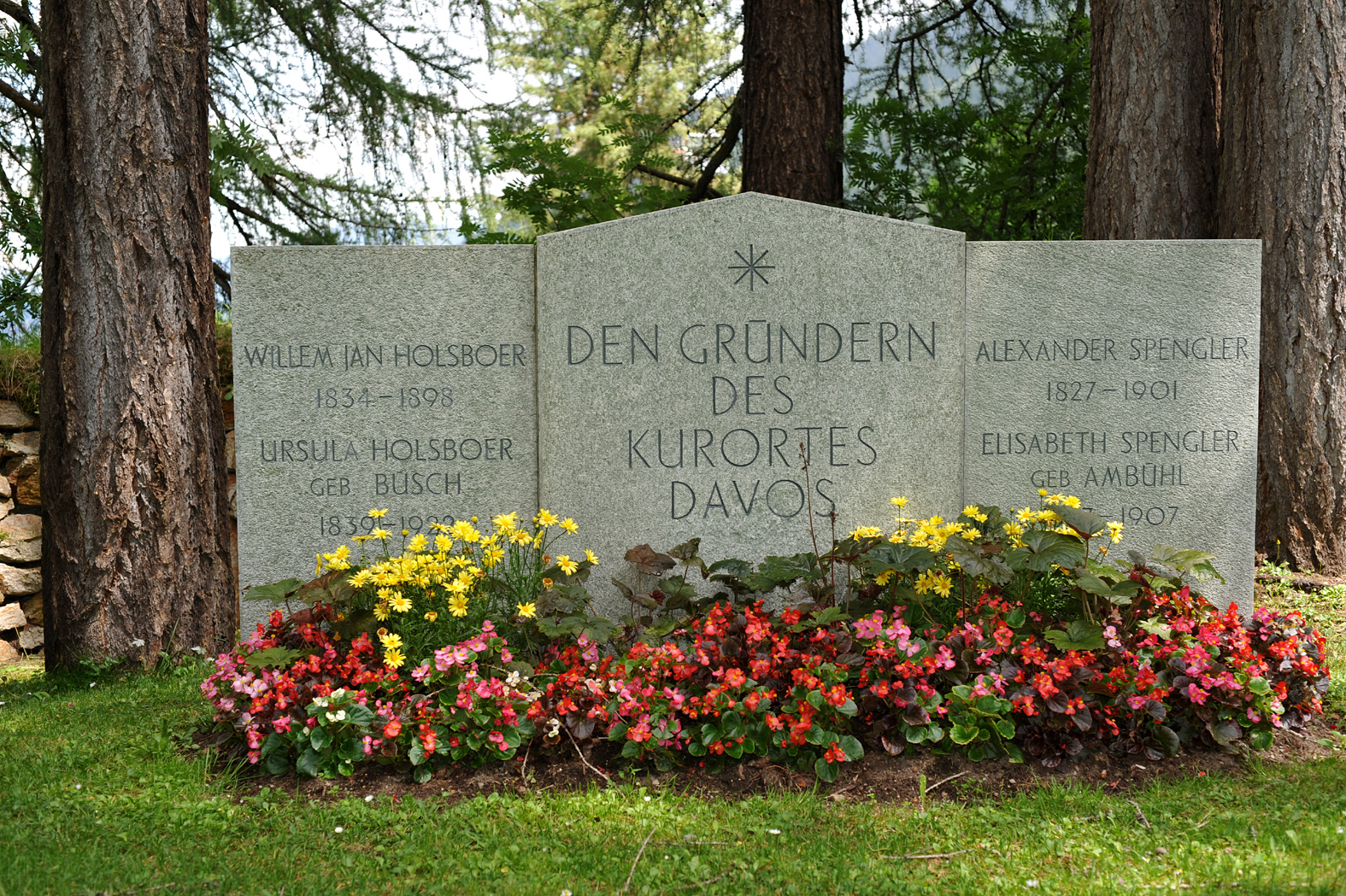
Sa tombe au cimetière de Davos